# Moffat/Inver House-Brennereikomplex
Beim Moffat-Komplex (auch Inver House-Brennereikomplex) handelte es sich um einen integrierten Brennbetrieb in Moffat, Airdrie, North Lanarkshire, Schottland, Großbritannien, der die Verwaltung der Inver House Distillers Ltd., eine Mälzerei, drei Whisky-Brennereien, Lagerhäuser und eine Abfüllanlage umfasste. Während die Mälzerei 1978 an die Associated British Maltsters verkauft wurde, fungieren die Büros unter der Anschrift Moffat Distillery immer noch als Verwaltungssitz der Inver House Distillers. Ebenso werden die Lagerhäuser und die Abfüllanlage für die anderen Whiskies des Konzerns genutzt. Die drei Brennereien wurden im Zuge der Whisky-Krise zwischen 1970 und 1986 bereits wieder geschlossen. Umstritten ist, ob es sich tatsächlich um drei Brennereien oder nur um eine Grain- und eine Malt-Brennerei handelte.

## Geschichte
Das US-Unternehmen Publicker Industries gründete 1964 die Inver House Distillers Ltd. um Nachschub für ihren 1956 auf den Markt gebrachten Blend Inver House Rare produzieren zu können, da die bisher genutzten Bestände zur Neige gingen. Aufgrund dessen entschied man sich, alle Schritte, vom Mälzen, das Brennen von Grain- und Malt-Whisky sowie die Abfüllung an einem Ort zu konzentrieren. Hierzu erwarb Publicker die alte Moffat Papiermühle, errichtete die Garnheath-Brennerei zur Herstellung von Grain-Whisky und die Glen Flagler- und die Killyloch-Brennerei für den benötigten Malt-Whisky. Glen Flagler und Killyloch teilten sich zwar die Gebäude, technisch handelte es sich aber um zwei unterschiedliche Brennereianlagen, die auch unterschiedliche Ausstattung besaßen, um unterschiedlichen Malt-Whisky herstellen zu können. Aufgrund dessen ist nicht völlig geklärt, ob die beiden Brennereien als eine zu betrachten sind und es sich bei Killyloch nur um eine Marke der Glen Flagler-Brennerei handelte oder ob sie zu trennen sind.
Bereits Anfang der 1970er Jahre wurde die Produktion auf den Killyloch-Brennblasen eingestellt. 1978 veräußerte das Unternehmen den bis dahin größten europäischen Mälzereibetrieb an die Associated British Maltsters. Aufgrund des Todes des CEO der Muttergesellschaft verlor Publicker Industries das Interesse an der schottischen Whisky-Industrie und schloss Mitte der 1980er Jahre auch die anderen beiden Brennereien. 1988 wurden die Anlagen verschrottet und der verbliebene Moffat-Komplex, mit Ausnahme der bereits veräußerten Mälzerei, im Zuge eines Management-Buy-out verkauft. Die Brennereigebäude wurden im gleichen Jahr abgerissen.

## Inver House Distillers
Der 1964 gegründete Moffat-Komplex dient bis heute dem Spirituosen-Unternehmen Inver House Distillers Ltd. als Verwaltungssitz. Das Unternehmen ist eine Tochtergesellschaft des thailändischen Brauereikonzerns ThaiBev.

## Brennereien

### Garnheath
Garnheath war eine Whiskybrennerei im Moffat/Inver House-Brennereikomplex, Moffat.

### Glen Flagler
Glen Flagler war eine Whiskybrennerei im Moffat/Inver House-Brennereikomplex.

#### Geschichte
Glen Flagler wurde 1964 durch den amerikanischen Konzern Publicker errichtet, der damals auch Inver House sein Eigen nannte. Unter dem Dach einer früheren Papiermühle befanden sich noch die Garnheath Grain-Destillerie und Killyloch. Ob Glen Flagler und Killyloch als eine Brennerei oder zwei unterschiedliche anzusehen sind, ist umstritten.
Glen Flagler selber bestand nur knappe 20 Jahre und ist damit eine der schottischen Destillerien mit der kürzesten Produktionszeit. Obwohl der Großteil der Produktion für die amerikanische Blend-Industrie bestimmt war, gab es in den 1960ern und 1970ern auch Single-Malt-Abfüllungen, welche inzwischen allesamt gesuchte Sammlerstücke sind. Als die Nachfrage nach „Blended Whisky“ in Amerika rückläufig war, entschloss sich Inver House dazu, die Destillerie 1985 zu schließen.

#### Produktion
Glen Flagler war mit einer Washstill und einer Spiritstill ausgestattet. Obwohl dreifach destilliert wurde, ist unklar, ob eine Intermediatestill im Einsatz war.

#### Produkte
| Name              | Typ         | Alter    | Vol.-% | seit | bis  | Finish | Bemerkung |
| ----------------- | ----------- | -------- | ------ | ---- | ---- | ------ | --------- |
| Glen Flagler      | Single Malt |          | 40,0 % | 1970 | 1985 |        |           |
| Glen Flagler      | Single Malt | 5 Jahre  | 40,0 % | 1970 | 19?? |        |           |
| Glen Flagler      | Single Malt | 8 Jahre  | 40,0 % | 1975 | 1985 |        |           |
| Glen Flagler 2003 | Single Malt | 29 Jahre | 46,0 % |      |      |        |           |

### Killyloch

#### Geschichte
Killyloch war eine Whiskybrennerei im Moffat/Inver House-Brennereikomplex und wurde innerhalb der Glen Flagler-Brennerei 1964 errichtet. Der Malt wurde hauptsächlich in den Blends des Unternehmens verwendet. Bei dem Namen der Brennerei soll es sich um einen Schreibfehler auf den abgefüllten Fässern handeln. Angeblich sollte sie den Namen der Quelle Lilly Loch tragen, aber bei der Abfüllung des ersten Fasses kam es angeblich zu einem Fehler bei der Beschriftung.
Nur 2003 brachte Inver House Distillers eine 36-jährige Single-Malt Brennereiabfüllung auf den Markt, rund 30 Jahre nach deren Schließung. Des Weiteren wurde fünf Jahre lang ein Maltwhisky unter Marke Islebrae auf den Brennblasen der Brennerei produziert. Anfang der 1970er Jahre wurde die Brennerei wieder stillgelegt und die Brennblasen abgebaut. Damit ist Killyloch einer der  am kürzesten produzierenden Whisky-Brennereien der Neuzeit.

#### Produktion
Aufgrund der kurzen Produktionsdauer und der wenigen verbliebenen Single Malt-Abfüllungen gibt es nur wenige Berichte über die Aromatik des Whiskys. Er wird von Inver House Distillers als leicht rauchig mit starken Aromen und einem leichten Charakter sowie einem würzigen Finish mit Zitrusnoten beschrieben, während die Marke Islebrae stark getorft gewesen sein soll. Die Brennerei war mit einer Washstill und einer Spiritstill ausgestattet. Ob eine Intermediatestill installiert war, ist umstritten.

#### Produkte
| Name                           | Typ         | Alter    | Vol.-% | seit        | bis           | Finish | Bemerkung                            |
| ------------------------------ | ----------- | -------- | ------ | ----------- | ------------- | ------ | ------------------------------------ |
| Killyloch 1967 Limited Edition | Single Malt | 36 Jahre | 40,0 % |             |               |        | American Oak Barrels, leicht getorft |
| Islebrae                       | Single Malt |          |        | Ende 1960er | Anfang 1970er |        | Stark getorft                        |